# Саси (Велика Гориця)
Саси (хорв. Sasi) — населений пункт у Хорватії, в Загребській жупанії у складі міста Велика Гориця.

## Населення
Населення за даними перепису 2011 року становило 159 осіб.
Динаміка чисельності населення поселення: